# Tristana (novela)

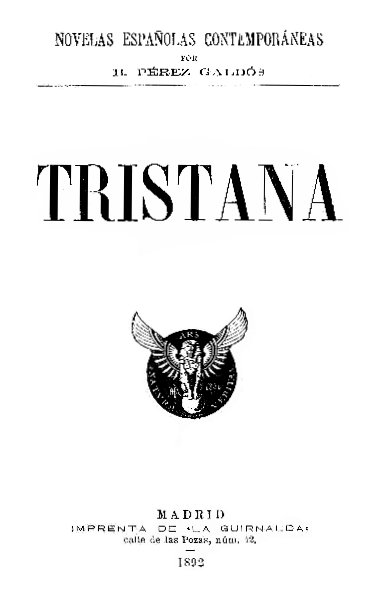
Portada de la edición de 1892.

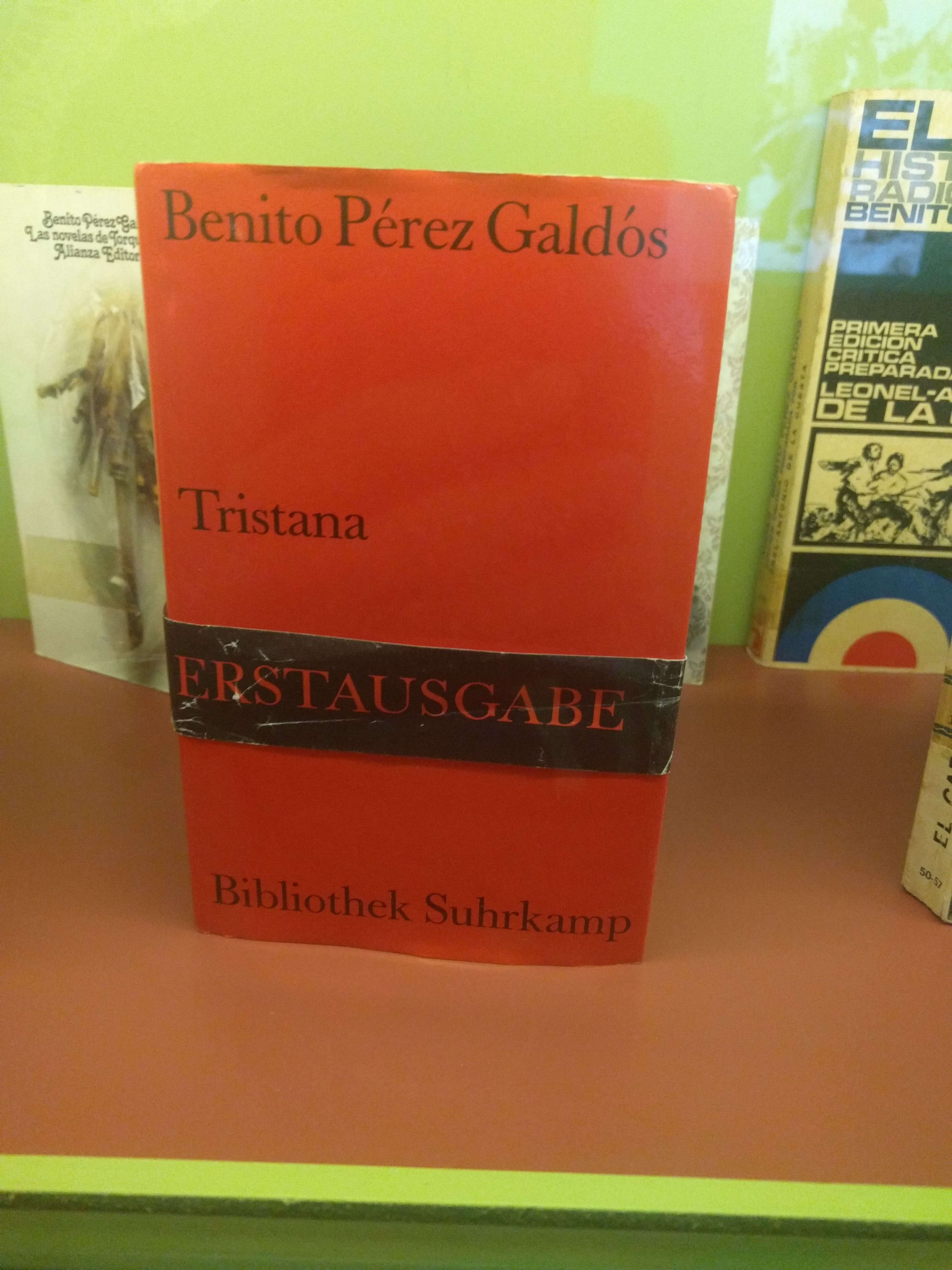
Edición en alemán, Casa-Museo Pérez Galdós.

Tristana es una novela del escritor español Benito Pérez Galdós, publicada en 1892, que continúa el ciclo «espiritualista» de las Novelas españolas contemporáneas iniciado un año antes con Ángel Guerra. 
Abordando el tema de la emancipación de la mujer en la sociedad española de finales del siglo XIX, profundiza en el mundo conflictivo físico y emocional de «una mujer que no quiere ser ni amante ni esposa». Algunos críticos la han visto como una exégesis o adaptación española del drama de Henrik Ibsen Casa de muñecas (1879).
En 1970 fue llevada al cine con el mismo título por el realizador Luis Buñuel en una versión personal, en la que introduce nuevos personajes y distinto final.

## Escenario y argumento
Situada en el castizo Chamberí, uno de los barrios del ensanche del Madrid del siglo XIX, la novela presenta un mórbido triángulo amoroso entre una mujer, un viejo —que confunde honor y provecho— y un ‘artista’.
Al morir su madre, la huérfana Tristana es recogida por un amigo de la familia, don Lope, que acabará convirtiéndose en su tutor-seductor. La joven protagonista se rebela ante tan humillante situación y al poco tiempo conoce y se enamora de Horacio, un pintor de ideas tradicionales que no acepta el espíritu feminista de Tristana. El pintor tiene que ausentarse de Madrid durante una larga temporada y la relación se enfría (aunque en Tristana sigue viva en un Horacio idealizado). Entretanto, a ella le han tenido que amputar una pierna, quedando así de nuevo atada a don Lope. Cuando Horacio regresa, nada queda entre ellos de las antiguas ilusiones. El pintor acabará casándose con otra mujer y Tristana cambiará sus sueños de ser actriz por una vida estéril y casi autómata, con Dios como único "objeto del deseo". Con un don Lope cada día más chocho y arruinado, una boda de conveniencia para ambos precipita el final feliz de la novela. Las conclusiones del escritor y su quizá piadosa ironía quedan claras en el último párrafo:

«Por aquellos días, entrole a la cojita una nueva afición: el arte culinario en su rama importante de repostería. Una maestra muy hábil enseñole dos o tres tipos de pasteles, y los hacía tan bien, tan bien, que D. Lope, después de catarlos, se chupaba los dedos, y no cesaba de alabar a Dios. ¿Eran felices uno y otro?... Tal vez.».
Benito Pérez Galdós, Tristana (Madrid, enero de 1892.)

## Principales personajes
- Tristana Reluz, huérfana, rebelde y desgraciada.
- Don Lope Garrido, hidalgo recalcitrante, anclado en el honor "calderoniano", mujeriego y alérgico al matrimonio.
- Horacio Díaz, joven pintor de ideas convencionales.
- Saturna: criada de don Lope y confidente de Tristana.
- Doña Trini: tía de Horacio.
- Augusto Miquis: médico.

## Lecturas e identidades
Muy diferentes sensibilidades han dejado noticia de su interpretación de la Tristana de Galdós. María Zambrano la analiza con minuciosidad en su manual La España de Galdós, donde llega a apuntar que «merecería ser Tristana la obra única de un autor». Ese mismo valor de obra especial, hijo único y emblemático, fue percibido por el cineasta aragonés Luis Buñuel que pudo volcar en su versión de Tristana (1970) toda la experiencia de sus anteriores versiones de obras de Galdós, Nazarín (1958-1959) y Viridiana (1961). Parece evidente que en la lectura de Buñuel, la luz poética que sintió María Zambrano quedó despojada de toda piedad, mostrando sin embargo, en su mórbida ironía toda la excepcionalidad del personaje galdosiano.
Más allá de las tesis reformistas sobre el papel de la mujer en la sociedad del momento, que se le han señalado a esta novela, resulta sugerente la unidad de criterios críticos al considerarla como uno de los hitos del discurso personal del autor. En palabras de Ortiz-Armengol: «la biografía de un escritor está en sus obras; en pocas como en Tristana está don Benito, al tiempo que juega con espejos y bambalinas».